# Susan Kare
Susan Kare (Ithaca, New York, 1954. február 5. –) amerikai képzőművész, grafikai tervező, számítógépes grafikus.

## Pályakép
Értelmiségi családban született. Testvéröccse, Jordin Kare, repülőgépmérnök.
1971-ben summa cum laude minősítéssel végezte a gimnáziumot, majd 1978-ban a New York-i Egyetemet, utána San Franciscóba költözött. Ezután először a Szépművészeti Múzeumban dolgozott.
A világ egyik leghíresebb grafikai tervezője volt és szinte névtelen, mert nem szokásos grafikákat, hanem ábrákat, ikonokat rajzolt, és ezek – bár milliárdnyi példányban terjedtek el a világban, de a dolog természeténél fogva – nincsenek szignálva.
Pedig a számítógépes ikonok tervezése különleges szakma. A világ leghíresebb ikonjai tervezőjének apró képecskéit mindenki ismeri, de magáról a művészről szinte senki nem tud semmit. Ő rajzolta a mosolygós Mac ikont, a Windows lomtárának parancsikonját, és még ezernyi más apró képecskét. Még egyetemista volt, amikor Andy Hertzfeld állást ajánlott neki. Ezután évekig dolgozott az Apple-nek, rengeteg betűtípust, ikont, szimbólumot és marketinganyagot készített számukra.
Élete folyamán dolgozott az a General Magic, a Apple, a Microsoft, a PayPal és a Facebook megbízásából is. Kreatív igazgatója volt a NeXT-nek, a jobbkeze volt Steve Jobsnak, munkatársa az IBM-nek, a Pinterestnek, a Facebooknak.

## Betűtervei
- Athen
- Cairo
- Chicago
- Geneva
- Los Angeles
- Monaco
- New York
- San Francisco
- Toronto

## Díjak
- 2001: Chrysler Design Award(wd)
- Munkássága elismeréseként 2018 áprilisában elnyerte az American Institute of Graphic Arts kitüntetését.

## Ikonok

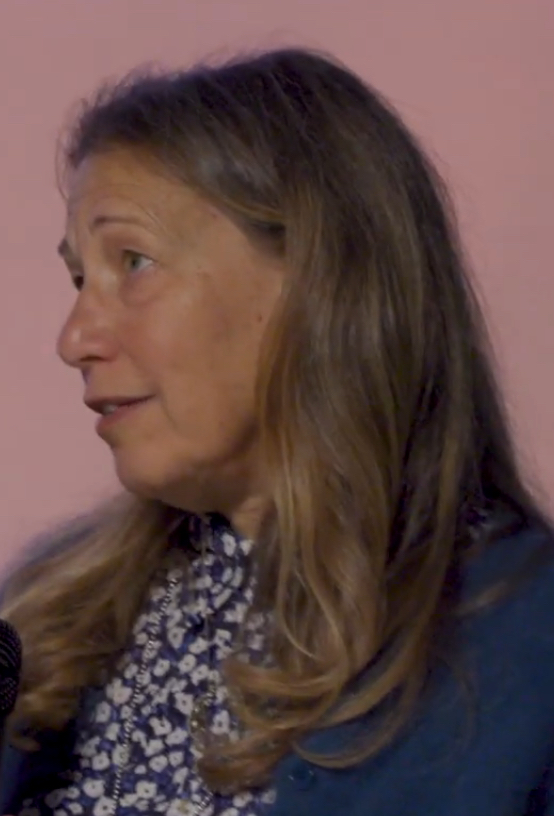
Susan Kare, 2019

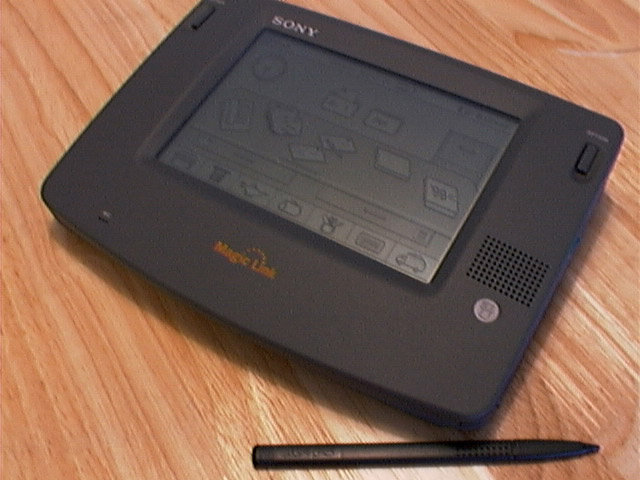
General Magic's PDA

### Original Mac fonts

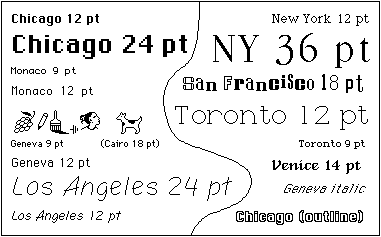
Original Mac fonts

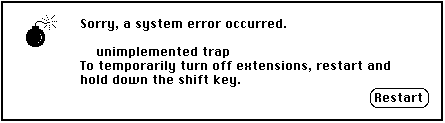
Error